# Charles de Vion Dalibray
Charles de Vion Dalibray (* vor 1600; † 17. Juni 1652) war ein französischer Dichter und Übersetzer.

## Leben und Werk
Charles de Vion Dalibray (auch: d’Alibray) war der geschätzte Freund der Schriftsteller und Gelehrten seiner Zeit, namentlich von Blaise Pascal und Marin Mersenne. Seine Schwester Marguerite war als Madame de Sainctot die Mätresse von Vincent Voiture. Er dichtete nach dem Vorbild von François de Malherbe und übersetzte aus dem Spanischen und Italienischen. Die neueste Forschung hat sich vor allem für seine Übersetzung der Aminta und von Il Re Torrismondo des Torquato Tasso interessiert.

## Werke (Auswahl)

### Eigene Dichtung
- Métamorphose de Gomor en marmite. 1643.
- Les oeuvres poétiques du Sr Dalibray, divisées en vers bachiques, satyriques, héroïques, amoureux, moraux et chrestiens. A. de Sommaville, Paris 1653.
  - (moderne Ausgabe) Oeuvres poétiques du sieur de Dalibray. Publiées sur les éditions originales de «la Musette» de 1647 et des «Oeuvres poétiques» de 1653, avec une notice sur un poète de cabaret au XVIIe siècle, des notes historiques et critiques et des pièces justificatives. Hrsg. Adolphe Van Bever. E. Sansot et Cie, Paris 1906.

### Übersetzungen

#### Tasso
- (Torquato Tasso, Aminta, italienisch) Traduire l’«Aminta» en 1632. Les traductions de Rayssiguier et de Charles Vion d’Alibray. Hrsg. Daniela Dalla Valle. Rosenberg & Sellier, Turin 2016.
- (Torquato Tasso, Il Re Torrismondo, italienisch) Le Torrismon du Tasse. Tragédie. Hrsg. Daniela Dalla Valle. Peter Lang, Bern 2019. (1636)

#### Weitere Übersetzungen
- (Fortunatus, spanisch) Histoire des advantures de Fortunatus, nouvellement traduit d’espagnol en françois. J. Cailloué, Rouen 1626, 1655 (zahlreiche Auflagen)
- (Cremonini, italienisch) La Pompe funèbre, ou Damon et Cloris, pastorale; suivi de La Réforme du Royaume d’Amour. Rocolet, Paris 1634. (Cesare Cremonini: Le pompe funebri ovvero Aminta e Clori, Ferrara 1590)
- (Huarte, spanisch) Supplément de l’Examen des esprits. Paris 1634.
- (Bonarelli, italienisch) Le Soliman, tragi-comédie. Paris 1637. (Prospero Bonarelli, 1580–1659, Il Solimano, 1620)
- (Pérez, spanisch) Les Oeuvres morales, politiques et amoureuses d’Anthonio Perez. J. Quinet, Paris 1642.
- (Malvezzi, italienisch) Tarquin le superbe, avec des considérations politiques et morales sur les principaux événements de sa vie. Paris 1644. (Virgilio Malvezzi: Il Tarquinio superbo. Bologna 1632)
- (Huarte, spanisch) L’Examen des esprits pour les sciences... composé par Jean Huarte. J. Le Bouc, Paris 1645. (Juan Huarte de San Juan: Examen de ingenios para las sciencias. Baeza 1575)
- (Bonarelli, italienisch) L’Amour divisé, discours académique où il est prouvé qu’on peut aimer plusieurs personnes en mesme temps, également et parfaitement. J. Guignard, Paris 1653, 1661. (nach Prospero Bonarelli)